# Clemens Betzel
Clemens Betzel (9 de junio de 1895-27 de marzo de 1945) fue un general alemán en la Wehrmacht de la Alemania Nazi que comandó la 4.ª División Panzer durante la II Guerra Mundial. Fue condecorado con la Cruz de Caballero de la Cruz de Hierro con Hojas de Roble. Murió de una astilla de proyectil durante la ofensiva soviética de Pomerania Oriental.

## Condecoraciones
- Broche de la Cruz de Hierro (1939) 2.ª Clase (24 de septiembre de 1939) & 1.ª Clase (10 de octubre de 1939)[1]
- Cruz Alemana en Oro el 11 de marzo de 1943 como Oberst en el Panzer-Artillerie-Regiment 103[2]
- Cruz de Caballero de la Cruz de Hierro con Hojas de Roble
  - Cruz de Caballero el 5 de septiembre de 1944 como Generalmajor y comandante de la 4. Panzer-Division[3]
  - Hojas de Roble el 11 de marzo de 1945 como Generalleutnant y comandante de la 4. Panzer-Division[4]